# Emile Griffith
Emile Alphonse Griffith (Saint Thomas, 3 febbraio 1938 – Hempstead, 23 luglio 2013) è stato un pugile statunitense, originario delle Isole Vergini.
Campione mondiale nelle categorie dei pesi welter e medi, è stato il primo pugile originario dell'arcipelago caraibico a conquistare la corona di campione del mondo professionisti.
In una carriera professionistica durata quasi vent'anni, dal 1958 al 1977, ha disputato complessivamente 24 match validi per i titoli mondiali in tre categorie di peso. La International Boxing Hall of Fame lo ha ammesso fra i più grandi pugili di ogni tempo. Nel 2002 Ring Magazine lo ha inserito al 33º posto in una propria classifica degli 80 migliori pugili degli ultimi 80 anni. Nel 2008 la medesima rivista lo ha collocato al 10º posto nella classifica dei migliori pesi welter della storia del pugilato e al 13º posto in quella dei pesi medi.

## La carriera
Stabilitosi a New York vinse, da dilettante, i New York Golden Gloves del 1958, nella categoria dei pesi welter. Passò professionista nello stesso anno.
Ad inizio carriera incrociò i guantoni due volte con il futuro campione mondiale inaugurale dei pesi medi junior, Denny Moyer, con una sconfitta (Portland 26 aprile 1960) e una vittoria, sempre ai punti (New York, 11 maggio 1960).
Il 17 dicembre 1960, al Madison Square Garden di New York, sconfisse in dieci riprese l'imbattuto Luis Manuel Rodríguez con verdetto non unanime e fu poi designato a combattere per la cintura mondiale dei pesi welter.

### Griffith-Paret
Il 1º aprile 1961 conquistò per la prima volta il titolo mondiale dei welter battendo il cubano Benny Paret per KO al tredicesimo round. Perse la corona, circa sei mesi dopo, sconfitto dallo stesso avversario ai punti ma con decisione non unanime.
Il terzo match tra i due fu disputato il 24 marzo 1962, al Madison Square Garden, venne trasmesso in diretta televisiva dalla ABC e fu segnato da una tragica conclusione. Nel sesto round Paret fu vicino a mettere fuori combattimento Griffith, con una combinazione di colpi, ma Griffith venne salvato dal gong. Nella dodicesima ripresa, con Paret alle corde, Griffith colpì l'avversario ventinove volte, con una serie di diciotto colpi in sei secondi, prima che l'arbitro Ruby Goldstein fermasse il combattimento, decretando il knock-out tecnico. Paret entrò in coma dopo l'incontro, e morì dopo nove giorni.
Il match è stato oggetto di molte controversie. Secondo alcune teorie una delle ragioni per cui Paret morì sarebbe stata quella della sua vulnerabilità a causa dei colpi presi nei suoi tre precedenti incontri. A Griffith fu mossa l'accusa di aver volontariamente infierito sull'avversario anche a causa di presunte dichiarazioni offensive riferite alla sua bisessualità. Venne anche analizzato il comportamento di Paret prima del match e si sostenne che abbia apostrofato Griffith chiamandolo maricón ("frocio" in slang spagnolo). Al momento, Griffith tentò di colpire Paret ma venne trattenuto. Accuse di omosessualità, nel 1962, erano considerate fatali per la carriera di un atleta.
L'incidente, assieme alla morte di Davey Moore, un anno dopo per un differente infortunio sul ring, causarono un dibattito incentrato sul fatto se il pugilato dovesse essere considerato uno sport o meno. La boxe non venne più trasmessa dalle TV statunitensi fino agli anni 1970. Goldstein non arbitrò mai più incontri di pugilato.

### Il suo regno nei pesi welter
Ancora traumatizzato dall'accaduto, Griffith difese vittoriosamente ai punti il titolo dei welter contro il futuro campione mondiale dei medi junior Ralph Dupas. Nonostante molti sostenessero che – dopo la morte di Paret – lo statunitense non fosse più al massimo livello, Griffith affrontò avversari più pesanti, in previsione di un suo possibile passaggio ai pesi medi. Il 18 agosto 1962 a Tacoma batté nuovamente Denny Moyer ai punti con verdetto contrastato e poi, con ampio margine di punteggio, Don Fullmer, futuro sfidante di Nino Benvenuti al titolo dei pesi medi e fratello di Gene Fullmer, campione mondiale in carica.
Il 17 ottobre 1962 Griffith accettò di combattere a Vienna contro il connazionale Ted Wright per un titolo mondiale inaugurale dei pesi medi junior riconosciuto soltanto dalla federazione pugilistica austriaca. Vinse, e ciò gli permetterà di entrare, almeno per la statistica, nel ristretto club dei pugili vincitori di un titolo mondiale in almeno tre categorie differenti. Vi fu anche una difesa del titolo, il 3 febbraio 1963 a Copenaghen, in un match nel quale Griffith batté il campione di casa Chris Christensen, poi non vi fu altro seguito.
Nel frattempo, il 18 dicembre 1962, Griffith difese il titolo mondiale dei welter contro l'argentino Jorge Fernández battendolo per knock-out tecnico alla nona ripresa. Il 21 marzo 1963 al Dodges Stadium di Los Angeles fu costretto a consegnare la cintura mondiale dei welter nei guantoni di Luis Rodríguez, che lo batté ai punti con verdetto unanime. La rivincita si tenne tre mesi dopo, l'8 giugno 1963, al Madison Square Garden. Griffith riuscì a strappare il titolo a Rodríguez, con verdetto non unanime.
Nel dicembre 1963, salì sul ring contro il peso medio Rubin Carter e incappò in una inaspettata sconfitta per KO tecnico già al primo round, dopo esser finito due volte al tappeto. La rivista statunitense Ring Magazine nominò l'incontro upset of the year del 1963, ritenendolo quello conclusosi nel modo più contrario alle aspettative generali, sconvolgendo ogni previsione.
Fu allora allestito un quarto incontro Griffith-Rodríguez, con in palio nuovamente il titolo mondiale dei welter. Il match si tenne a Las Vegas, il 12 giugno 1964. Vinse nuovamente Griffith ai punti ma ancora una volta il verdetto non fu unanime. Grazie anche a questa vittoria, Griffith fu eletto Fighter of the year (pugile dell'anno) del 1964 dalla rivista statunitense Ring Magazine.
Griffith difese vittoriosamente il titolo mondiale dei welter altre tre volte, contro Brian Curvis, José Stable e Manuel González. Batté nuovamente Ralph Dupas, senza titolo in palio, per KO al terzo round. Contese poi il titolo nordamericano vacante dei medi a Don Fullmer, nella sua tana di Salt Lake City ma fu sconfitto ai punti.

### Campione mondiale dei pesi medi
Il 25 aprile 1966, Emile Griffith oltrepassò le corde del Madison Square Garden per contendere la cintura mondiale dei pesi medi al trentaseienne nigeriano Dick Tiger, fighter of the year in carica della rivista Ring Magazine. Aveva segnato al peso 68,500 kg contro i 72,550 kg dell'avversario ma riuscì a strappare il titolo al nigeriano, dopo avergli inflitto il primo atterramento della sua lunga carriera, al 9º round. Il verdetto fu unanime, con quattro riprese di vantaggio secondo l'arbitro, una sola secondo gli altri due giudici. Abbandonò quindi il titolo mondiale dei welter.
Per la prima difesa della corona mondiale dei medi, nuovamente al "Madison", incontrò Joey Archer, un pugile che vantava vittorie su Carter, Tiger e anche sul grande Sugar Ray Robinson, nell'ultimo incontro della carriera. Il match fu molto combattuto ma alla fine Griffith prevalse ai punti con decisione non unanime. L'arbitro Lo Bianco, infatti si era espresso per un pari che, comunque, avrebbe lasciato il titolo nei guantoni dello statunitense delle Isole Vergini.
La rivincita fu allestita il 23 gennaio 1967 e, stavolta il verdetto in favore di Griffith fu unanime anche se di stretta misura (per una sola ripresa, secondo un giudice; per due riprese secondo gli altri). Tra gli spettatori del "Madison" era presente il campione europeo Nino Benvenuti, già campione mondiale dei pesi medi junior, che dichiarò tranquillamente di volerlo sfidare e di poterlo battere. Il comitato del Madison Square Garden appoggiò l'incontro per il fatto che si sperava di scalzare il campione di colore con una figura nuova, dalla pelle bianca, i capelli biondi e gli occhi azzurri.

### Benvenuti-Griffith
Il primo match di questa trilogia si disputò 17 aprile 1967. Al peso, i due contendenti segnarono rispettivamente 69,400 kg il detentore e 72 lo sfidante. Il primo round registrò un lieve vantaggio per l'italiano. Nel secondo round, Griffith fu atterrato da un gancio al mento di Benvenuti che si aggiudicò anche la terza ripresa. Alla quarta ripresa un destro volante del campione del mondo si abbatté sull'italiano che, dopo essersi aggrappato alle corde, finì al tappeto. Benvenuti, rialzatosi concluse boxando con esperienza un round vinto dallo statunitense così come il successivo. La sesta e la settima ripresa furono di nuovo appannaggio di Benvenuti, nonostante una testata dello statunitense che gli riaprì una vecchia ferita al naso. A Griffith andarono le successive tre riprese ma la dodicesima, la tredicesima e la quattordicesima se le aggiudicò Benvenuti abbastanza nettamente. Nell'ultimo round Benvenuti seppe imbrigliare l'azione, replicando con fermezza su un Griffith ormai frastornato. Al termine dell'incontro i cartellini attestarono la conquista del titolo mondiale da parte di Nino Benvenuti con 10 riprese vinte su 15 secondo due dei tre giudici, e 9 secondo il terzo.
Per contratto era prevista la rivincita immediata nel caso in cui il campione uscente fosse stato sconfitto. Il match si tenne il 29 settembre 1967 allo Shea Stadium ma l'esito fu diverso rispetto al precedente. Al secondo round Griffith inferse un colpo perfetto al tronco dell'avversario che gli provocò la rottura della dodicesima costola. Tale handicap penalizzò fortemente il detentore e Griffith riuscì ad aggiudicarsi il maggior numero delle riprese. Solo grazie alla sua grande tecnica Benvenuti riuscì ad arrivare alla fine dell'incontro in piedi, evitando così l'onta di una sconfitta prima del limite. Per la cronaca, il verdetto non fu unanime perché mentre i due giudici avevano attribuito la vittoria a Griffith per 9-5 riprese, l'arbitro Tommy Walsh aveva visto il pari per 7-7.
La terza sfida si svolse il 4 marzo 1968 in un Madison Square Garden completamente rinnovato. Il favorito era nuovamente Griffith. Le prime otto riprese volano in perfetta parità tra i due contendenti. Al nono round, però, lo statunitense finì al tappeto grazie a un gancio doppiato, consentendo al triestino di aggiudicarsi la ripresa in maniera netta. Nel prosieguo dell'incontro si ebbe comunque una prevalenza dell'italiano. L'arbitro Lo Bianco e il giudice Forbes aggiudicarono la vittoria a Benvenuti per otto riprese a sei e una pari; il giudice Forbes attribuì sette riprese a testa ma assegnando a Benvenuti un punto aggiuntivo per aver atterrato l'avversario. Griffith fu dunque costretto a cedere definitivamente la corona mondiale dei medi.

### Monzón-Griffith
Il 17 ottobre 1969, Emile Griffith tentò di riprendersi il titolo mondiale dei welter contro José Nápoles. L'incontro si svolse a Inglewood e il cubano s'impose ai punti con decisione unanime. Il 15 luglio 1970, al Madison Square Garden, Griffith sconfisse nuovamente ai punti Dick Tiger, nel suo ultimo incontro, pur rendendogli ben dieci libbre di peso.
Trentatreenne, fu poi designato a sfidare il nuovo detentore dei medi Carlos Monzón, dopo che questi aveva scalzato dal trono Nino Benvenuti. Dovette però affrontarlo nella sua tana, al Luna Park di Buenos Aires. Ciò autorizzò il pugile di casa a utilizzare diverse scorrettezze (colpi alla nuca e ditate nell'occhio dell'avversario) senza che fosse richiamato. Al quattordicesimo round l'argentino mise all'angolo lo statunitense delle Isole Vergini sino a 2:32 della ripresa, quando l'incontro venne interrotto per knock-out tecnico in favore di Monzón tra il tripudio dei circa 20 000 tifosi presenti. Griffith dichiarerà che sarebbe stato in grado di terminare il match che, comunque stava perdendo con un margine compreso tra i tre e i cinque punti. Il 19 aprile 1973, a Parigi, Griffith fu sconfitto dall'astro nascente australiano Tony Mundine per decisione unanime in dodici riprese.
Monzón concesse la rivincita all'anziano campione allo Stadio Louis II di Montecarlo, il 2 giugno 1973. L'argentino era reduce da un'operazione chirurgica al braccio dove, tre mesi prima, gli erano state tolte due pallottole da arma da fuoco. Si ritenne comunque sufficientemente in grado di affrontare lo statunitense. Stavolta il trentacinquenne ex Campione del Mondo perse solo ai punti in quindici riprese, con un punteggio contenuto tra i due e i quattro punti. Secondo il parere di Benvenuti, presente a bordo ring in veste di giornalista, invece, Griffith aveva prevalso in nove riprese contro cinque e una pari. In ogni caso, nei due match sostenuti con Griffith, Monzón non riuscì mai ad atterrarlo.

### Ultimi match
Negli ultimi anni di carriera fu sconfitto ai punti dal futuro campione mondiale dei medi Vito Antuofermo. Combatté un doppio confronto con il terribile Bennie Briscoe, più giovane di cinque anni, sfortunato avversario di Monzón e Rodrigo Valdéz per il titolo mondiale. Ottenne una vittoria ai punti (decisione contrastata) e un pari, dimostrando di essere ancora ai massimi vertici della categoria.
A trentotto anni Griffith tentò di conquistare il titolo mondiale WBC dei medi junior contro il tedesco Eckhard Dagge, più alto di undici centimetri. Il 19 settembre 1976, tuttavia, a Charlottenburg, in casa dell'avversario, perse ai punti per decisione controversa (un giudice aveva dato il pari).
Combatté il suo ultimo incontro il 30 luglio 1977, a Fontvieille, nel sottoclou del secondo match mondiale Monzón-Valdéz, contro il futuro campione del mondo dei medi Alan Minter, perdendo ancora soltanto ai punti.
Il palmares di Griffith è di 85 vittorie (25 KO), 24 sconfitte (2 prima del limite) e 2 pareggi oltre a un no-contest contro Juan Carlos Duran ottenuto a Roma l'11 marzo 1964. In 112 match combattuti da professionista non ha mai perso per knock-out e solo Rubin "Hurricane" Carter e Carlos Monzón sono riusciti a batterlo prima del limite ma, nel secondo caso, per un'interruzione del match contestata dallo stesso Griffith.

## Dopo il ritiro dal pugilato

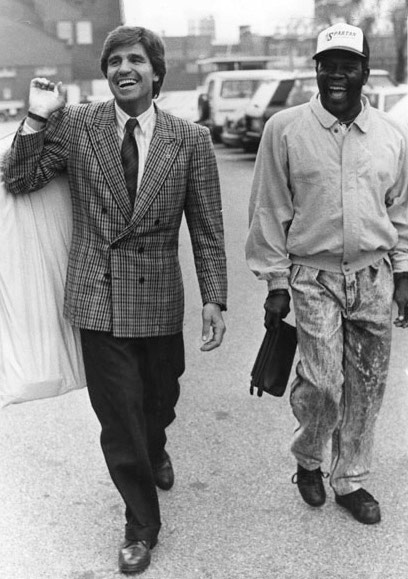
Griffith (a destra) con Nino Benvenuti, a Roma

Lasciata la boxe, avendo donato la gran parte dei suoi guadagni alla sua famiglia, si ritrovò povero. Negli anni duemila sviluppò una forma di sindrome da demenza pugilistica che lo obbligò a dover ricevere assistenza a tempo pieno.
Nel 2005 fece coming out sulla propria bisessualità in un'intervista per Sports Illustrated. Il terzo incontro Griffith-Paret fu alla base di un documentario del 2005 dal titolo Ring of Fire: The Emile Griffith Story. Alla fine del documentario Griffith, che ha nutrito sensi di colpa per l'incidente nel corso degli anni, si presentò al figlio di Paret che lo abbracciò dicendogli di averlo perdonato.
Nel 2008 pubblicò il libro Nine Ten and Out! The Two Worlds of Emile Griffith. Nel 2010 fu organizzata una raccolta fondi per aiutarlo, di cui, in Italia, il promotore fu l'ex rivale sul ring Nino Benvenuti.
Nel 2010, ad aprile, fu protagonista di un evento chiamato "Magic Tour", organizzato da Anita Madaluni, voluto dall'ormai amico fraterno Nino Benvenuti: una serie di tappe in diverse città d'Italia che ebbero il patrocinio dell'Università La Sapienza, della Confartigianato, della Lega Nazionale Dilettanti, diverse amministrazioni (fra le quali il Comune di Cervia e Roma Capitale) attraverso incontri istituzionali, programmi televisivi e radiofonici (tra questi RAI, Sky, Radio Vaticana, Internazionali di Tennis), numerosi servizi giornalistici su quasi tutte le testate italiane e molte americane, un docufilm e un libro ("Diari Paralleli")  che raccolsero fondi a suo favore, sostenendo soprattutto l'Alzheimer che lo aveva colpito.
La sua ultima apparizione pubblica risale al 13 febbraio del 2011, in un gremito Radio City Music Hall, in cui venne portato sul palco in carrozzella dallo stesso Benvenuti, durante una serata dedicata al grande Carosone, presentata da Gigi D'Alessio, con la partecipazione straordinaria di stelle internazionali quali Paul Anka, Liza Minnelli, Sylvester Stallone, Manhattan Transfer e, fra gli italiani, Enrico Brignano, Valeria Marini, Mario Biondi, Christian De Sica, Paolo Conticini. Lo regala alla storia un reportage (l'ultimo,  a tu per tu) realizzato nella sua abitazione di Hempstead, NY, da Anita Madaluni per la rubrica "La Storia" di Repubblica (Benvenuti aiuta Griffith) che lascia, del grande campione, un affresco dell'ultima parte della sua avventurosa esistenza.
Morì il 23 luglio 2013 all'ospedale di Hempstead, Long Island, nello stato di New York.